# Denys N. Coop
Denys N. Coop (Reading, 20 luglio 1920 – Londra, 16 agosto 1981) è stato un direttore della fotografia ed effettista britannico.

## Filmografia
- The Girl on the Boat, regia di Henry Kaplan (1961)
- Una maniera d'amare (A Kind of Loving), regia di John Schlesinger (1962)
- Io sono un campione (This Sporting Life), regia di Lindsay Anderson (1963)
- Il cranio e il corvo (The Mind Benders), regia di Basil Dearden (1963)
- Billy il bugiardo (Billy Liar), regia di John Schlesinger (1963)
- One Way Pendulum, regia di Peter Yates (1964)
- Per il re e per la patria (King and Country), regia di Joseph Losey (1964)
- Grande rapina alla torre di Londra (Das Verrätertor), regia di Freddie Francis (1964)
- S3S massacro e diamanti (Diamond Walkers), regia di Paul Martin (1965)
- Bunny Lake è scomparsa (Bunny Lake Is Missing), regia di Otto Preminger (1965)
- Arrivederci, Baby! (Drop Dead Darling), regia di Ken Hughes (1966)
- A Home of Your Own, regia di Jay Lewis (1967)
- Doppio bersaglio (The Double Man), regia di Franklin J. Schaffner (1967)
- Festa di compleanno (The Birthday Party), regia di William Friedkin (1968)
- La meravigliosa avventura di Sam e l'orsetto lavatore (My Side of the Mountain), regia di James B. Clark (1969)
- L'esecutore (The Executioner), regia di Sam Wanamaker (1970)
- The Massacre of Glencoe, regia di Austin Campbell (1971)
- L'assassino di Rillington Place n. 10 (10 Rillington Place), regia di Richard Fleischer (1971)
- The Darwin Adventure, regia di Jack Couffer (1972)
- The Little Ark, regia di James B. Clark (1972)
- La morte dietro il cancello (Asylum), regia di Roy Ward Baker (1972)
- The Vault of Horror, regia di Roy Ward Baker (1973)
- La maledizione (And Now the Screaming Starts!), regia di Roy Ward Baker (1973)
- Il pornografo (Inserts), regia di John Byrum (1974)
- Operazione Rosebud (Rosebud), regia di Otto Preminger (1975)

## Riconoscimenti
- 1694 - Premio BAFTA
  - Candidatura BAFTA alla migliore fotografia in bianco e nero per Billy il bugiardo (Billy Liar)
- 1965 - Premio BAFTA
  - Candidatura BAFTA alla migliore fotografia in bianco e nero per Per il re e per la patria (King and Country)
- 1967 - Premio BAFTA
  - Candidatura BAFTA alla migliore fotografia in bianco e nero per Bunny Lake è scomparsa (Bunny Lake Is Missing)
- 1979 - Premio Oscar
  - Oscar Special Achievement Award insieme a Les Bowie, Colin Chilvers, Roy Field, Derek Meddings, Zoran Perisic e Wally Veevers per Superman
- 1979 - Premio BAFTA
  - Premio Michael Balcon (per gli effetti visivi) insieme a Les Bowie, Colin Chilvers, Roy Field, Derek Meddings, Zoran Perisic e Wally Veevers per Superman